# Tortoreta plàcida
La tortoreta plàcida (Geopelia placida) és una espècie d'ocell de la família dels colúmbids (Columbidae) que habita sabanes, terres de conreu i ciutats del sud i est de Nova Guinea i de la major part d'Austràlia, fora del quadrant sud occidental.